# H.-Hartziekenhuis Roeselare-Menen
Het H.-Hartziekenhuis Roeselare-Menen was een katholieke ziekenhuisgroep in de Belgische steden Roeselare en Menen. Het ziekenhuis beschikt over ruim 883 ziekenhuisbedden en 55 rust- en verzorgingstehuisbedden. Het ontstond in 2001 uit de fusie van het grote Heilig-Hartziekenhuis in Roeselare en het AZ Menen in Menen, ontstaan uit het oude Sint-Jorishospitaal.
In 2013 werd de fusie aangekondigd tussen het ziekenhuis en het Stedelijk Ziekenhuis Roeselare, waarbij een nieuwe directie werd aangesteld. Het ziekenhuis ging verder werken onder de naam AZ Delta. De effectieve fusie gebeurde op 1 januari 2015.